# Dakaria gelida
Dakaria gelida är en mossdjursart som först beskrevs av Campbell Easter Waters 1904.  Dakaria gelida ingår i släktet Dakaria och familjen Watersiporidae. Inga underarter finns listade i Catalogue of Life.